# Pomaderris prunifolia
Pomaderris prunifolia är en brakvedsväxtart som beskrevs av Allan Cunningham och Edward Fenzl. Pomaderris prunifolia ingår i släktet Pomaderris och familjen brakvedsväxter. Utöver nominatformen finns också underarten P. p. edgerleyi.